# Sony Aquarium

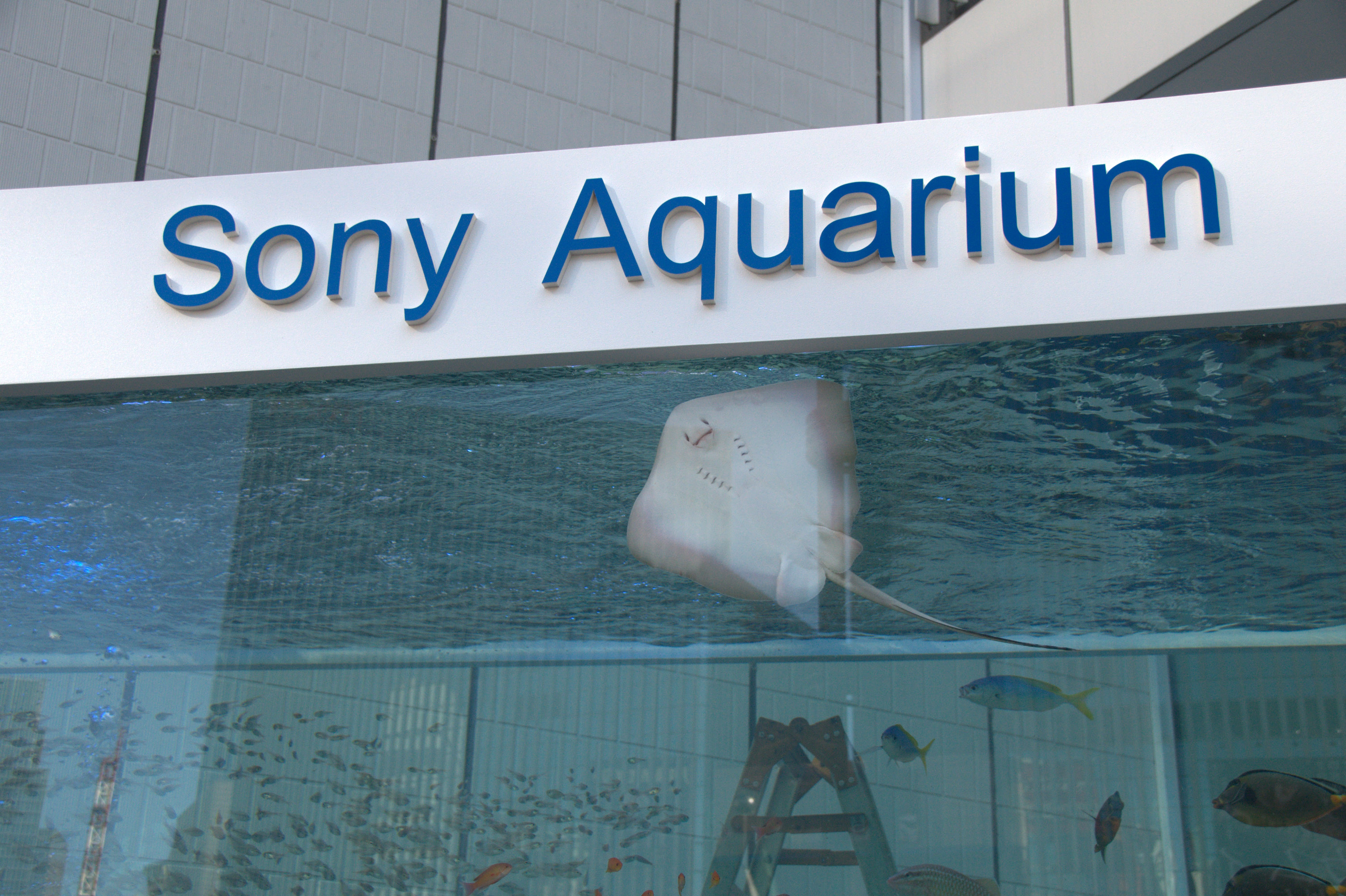
ソニースクエアに設置された大水槽（2009年）

Sony Aquarium（ソニーアクアリウム）は、東京都中央区銀座のソニービル等で、1966年の開業からほぼ毎年、夏に開催される移動水族館である。ソニー水族館とも呼ばれる。沖縄美ら海水族館（おきなわちゅらうみすいぞくかん）が監修する。 新型コロナウイルス感染症が流行した2020年、また銀座ソニーパークが一時閉園した2021年以降、開催はされていない。

## 概要
ソニービルは東京都中央区銀座の数寄屋橋交差点にあり、ビル前のソニースクエア（屋外イベントスペース）に大型水槽を設置する。大型水槽には沖縄美ら海水族館から運び込まれた魚類を展示する。
ソニービルは2017年3月31日に閉館し建て替え中のため、2017年のSony Aquariumは、ソニーショールーム／ソニーストア 銀座及び有楽町駅前広場で開催された。

## 展示
2013年の例では、屋外イベントスペ−スにニセゴイシウツボや、レモンザメ、沖縄県の県魚タカサゴなど、15種類約870匹を入れ替わりで展示した。水槽は、2008年に製作した縦1.5×幅5×奥行き1.8m、容量14トンの大型水槽が前回に続き用いられた。海水は伊豆から運んだ天然海水である。
ビル1階のエントランスホールにも水槽が設置され、イロブダイ、タテジマキンチャクダイ、サザナミヤッコ等の沖縄のサンゴ礁に住む16種類約400匹が展示された。
同ビル8階のコミュニケーションゾーン OPUSでは、ナンヨウマンタなどの魚類のほか、チョウ、西表島の生き物、竹富島の国立公園の情景などを撮影した4K映像の作品『手織りの鳴る島』が200インチスクリーンで上映された。
展示用の魚類は、沖縄から2泊3日のフェリーで移送され、千葉県の鴨川シーワールドで休息し、のちに銀座に移動した。展示された魚は、夏の展示が終了すると鴨川シーワールドに引き取られて飼育され、翌年以降もSony Aquariumで展示される場合もある。

Sony Aquariumの展示
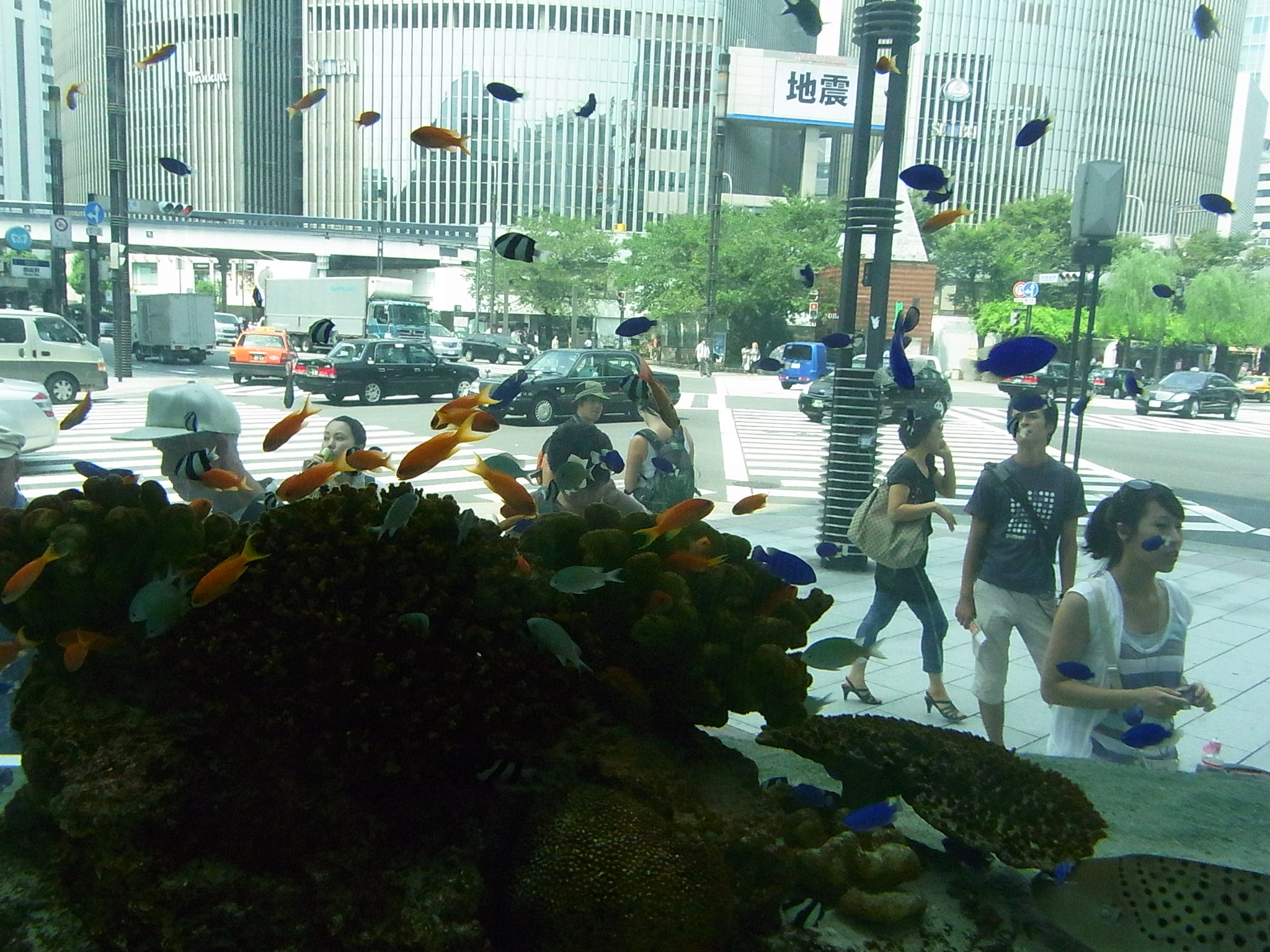
水槽から見た銀座の様子
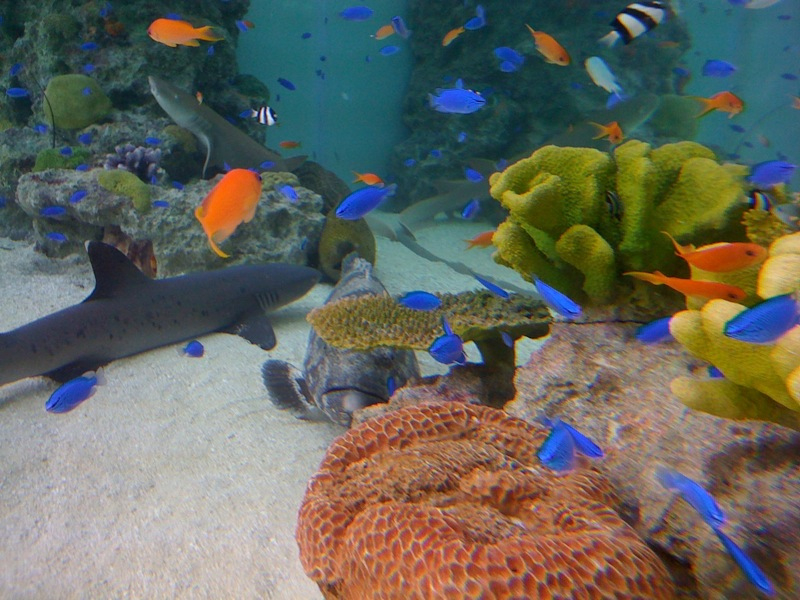
沖縄の海をイメージした大水槽
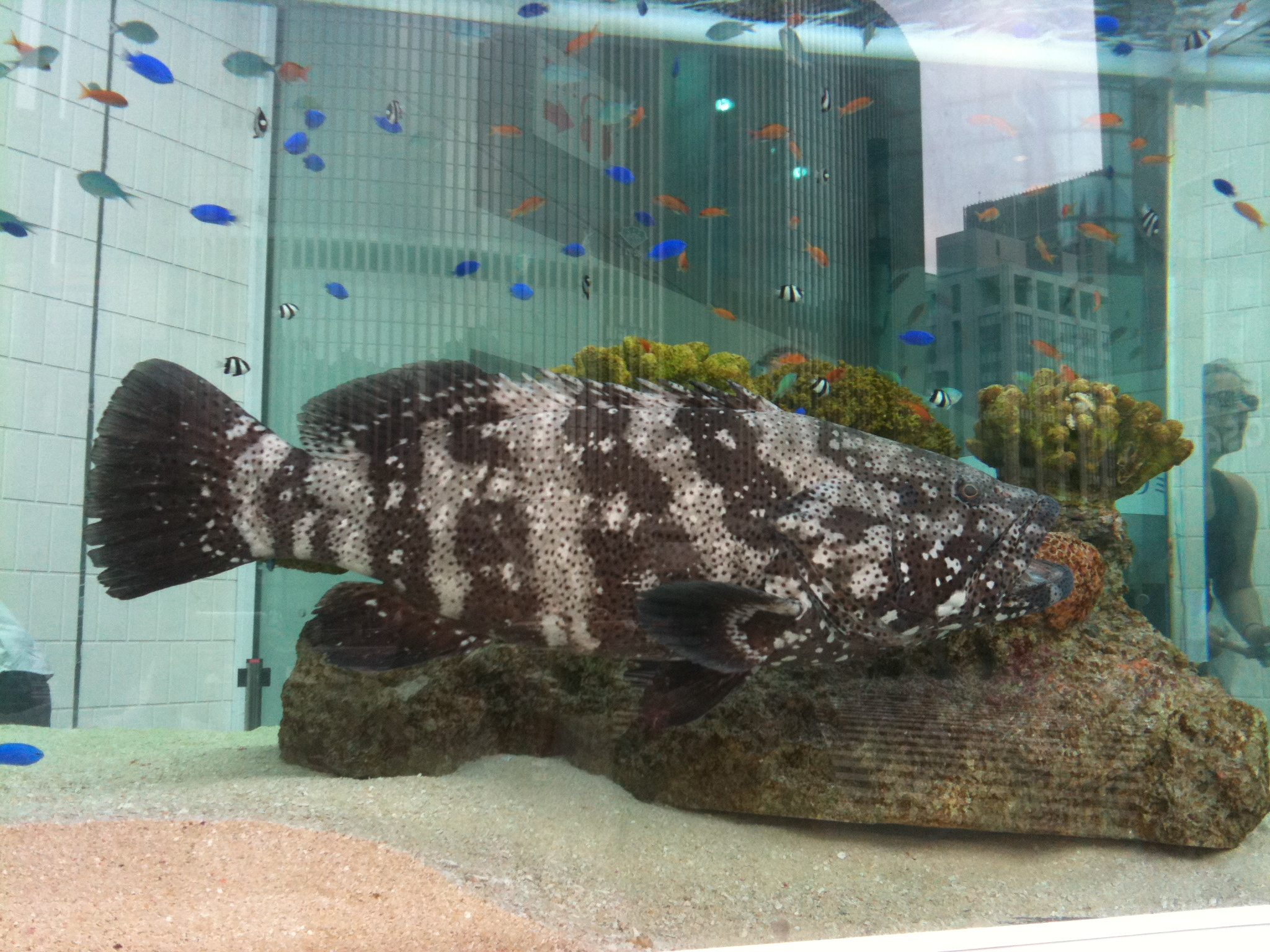
2010年に展示されたヤイトハタ
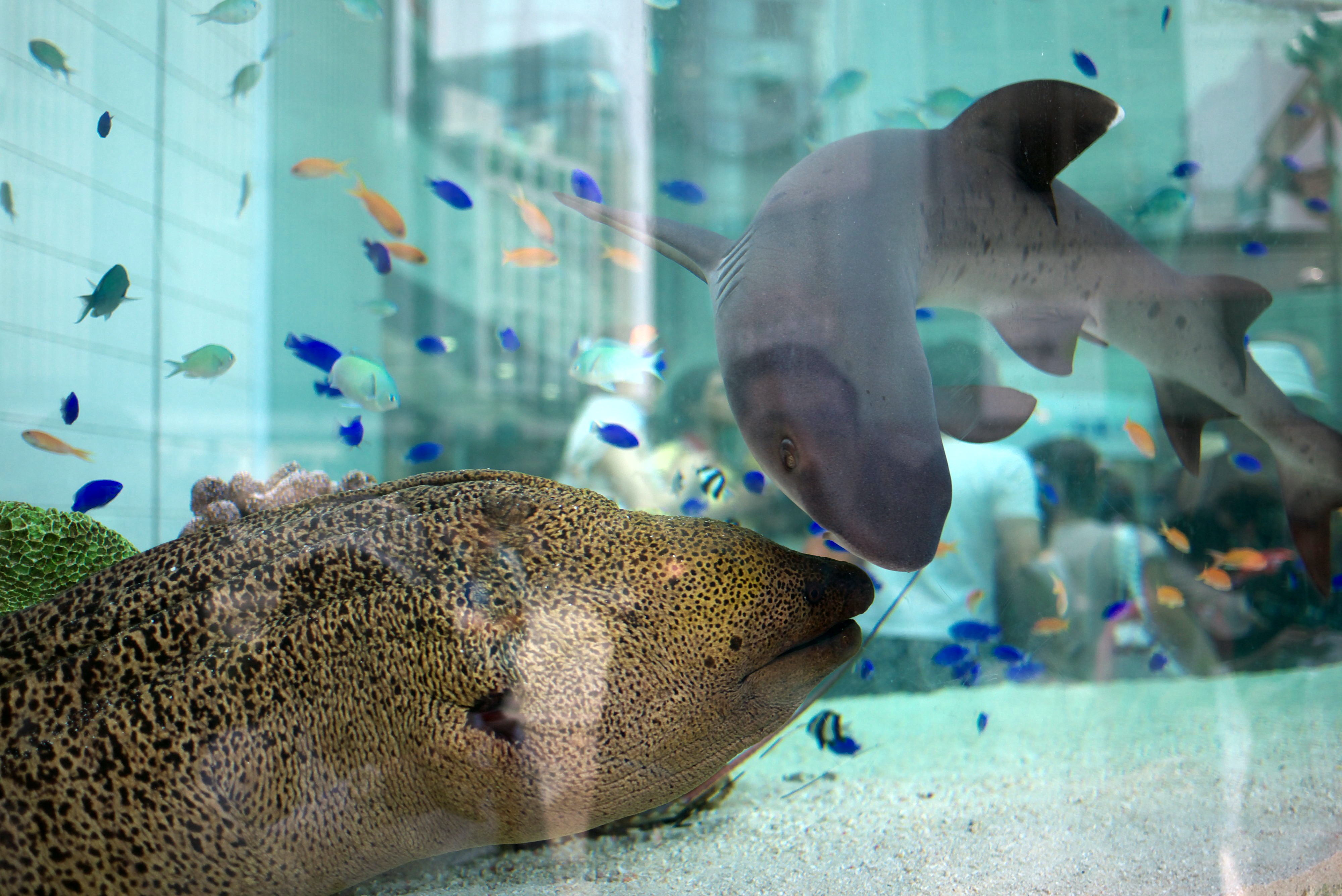
2010年に展示されたドクウツボとネムリブカ
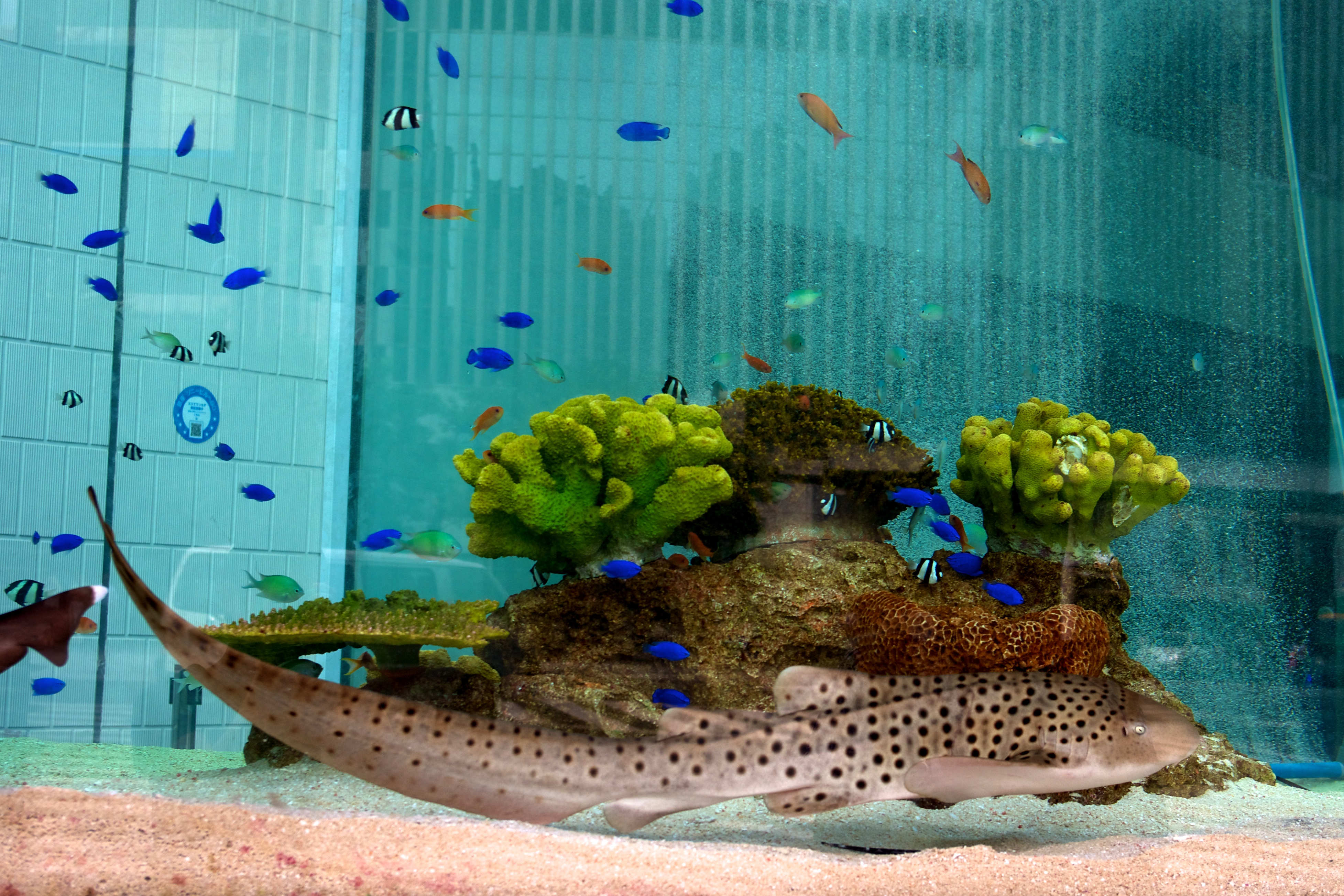
2010年に展示されたトラフザメ
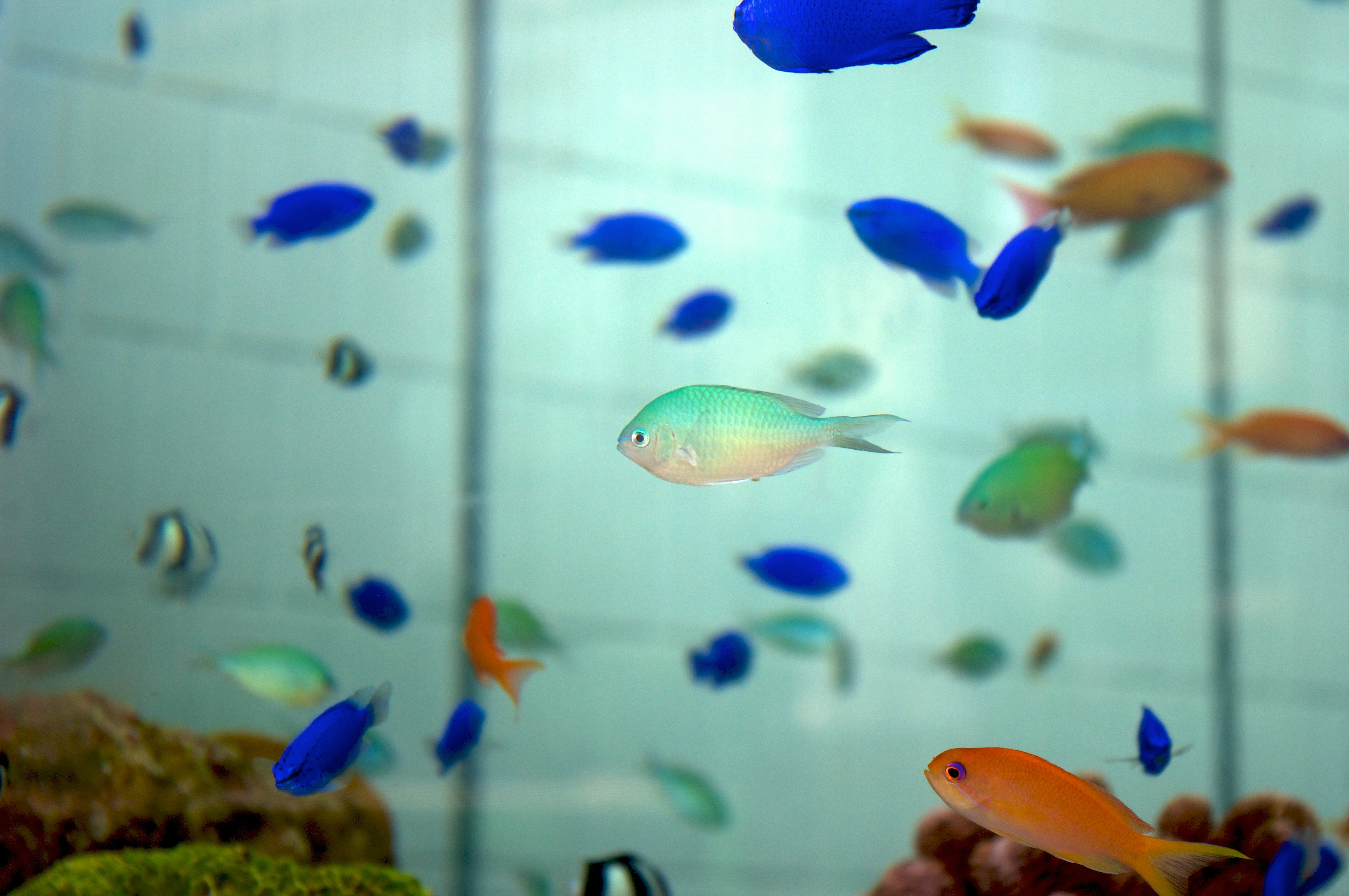
2010年に展示されたスズメダイ
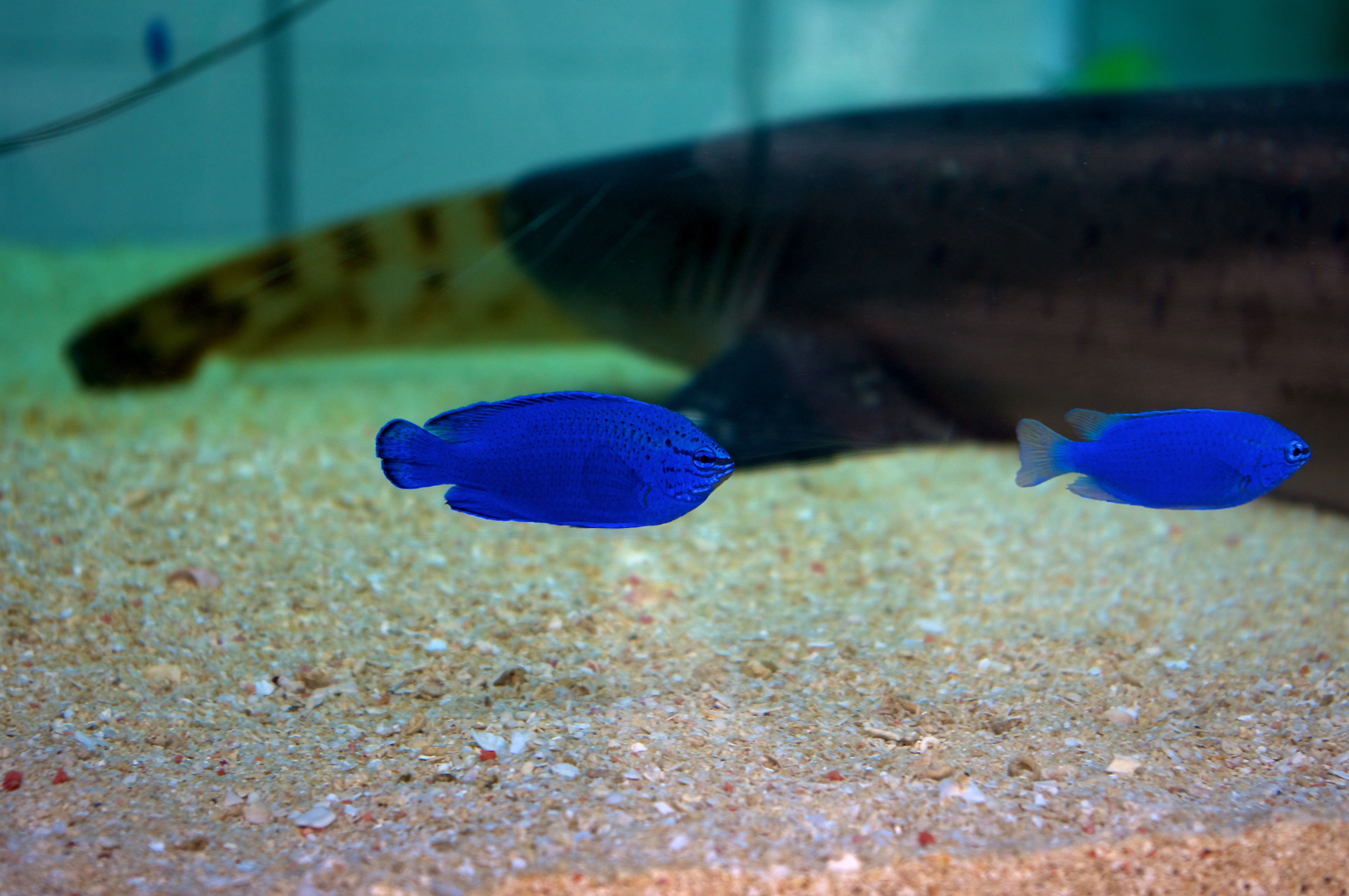
2010年に展示されたルリスズメダイ
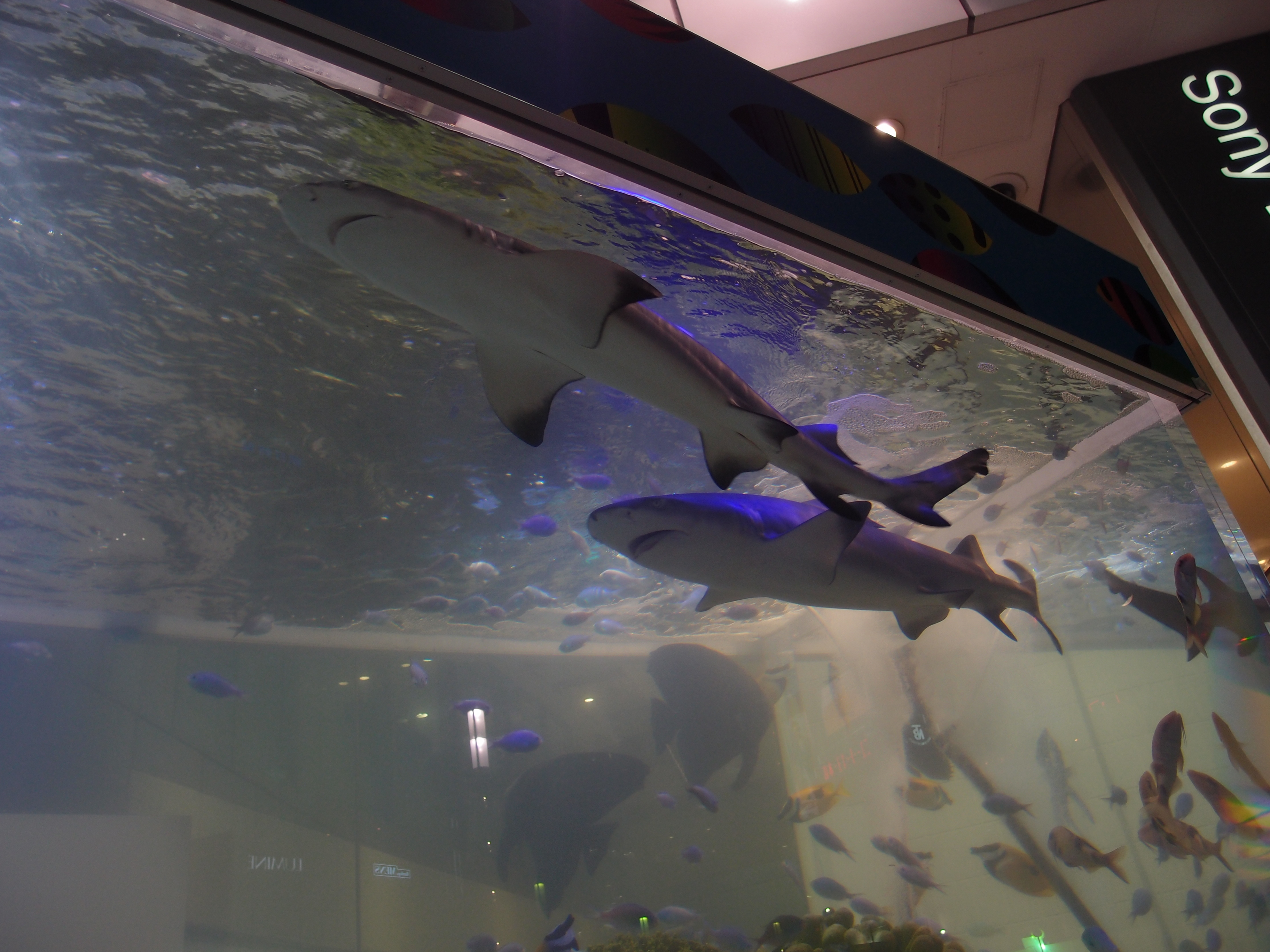
2013年に展示されたレモンザメ